# Tellur
Tellur är ett halvmetalliskt grundämne som tillhör kalkogenerna. Tellur har kemiskt tecken Te och atomnummer 52.

## Historia
Tellur upptäcktes i Transsylvanien (i dag en del av Rumänien) 1782 av Franz-Joseph Müller von Reichenstein i ett mineral som innehöll både guld och tellur. Ren tellur framställdes först av Martin Heinrich Klaproth som namngav det nya ämnet 1798 efter det latinska ordet för "jord", tellus.

## Egenskaper
Tellur är en glänsande, silvervit och spröd kristallin halvmetall. Den är olöslig i vatten och organiska lösningsmedel som bensen och koldisulfid. Tellurföreningar är i allmänhet giftiga och saknar naturlig biologisk roll. Hanteras utan hudkontakt, då det skapar en otrevlig lukt av vitlök i några veckor. 
Kemiskt påminner tellur mycket om svavel och selen men har mera utpräglad metallkaraktär.

## Förekomst och framställning
Naturligt förekommer tellur i jordskorpan med ca 0,002 g/ton, i såväl gedigen form som i tellurider i guldmineral.
Metallen framställs främst ur anodslam, en biprodukt vid raffinering av koppar. Tellur kan också framställas genom att lösa tellurdioxid i natriumhydroxidlösning följt av elektrolys.

Världens årliga tellurproduktion uppskattas till 215 ton (2015).

### Produktion i Sverige
Sveriges tellurproduktion år 2016 var  33 ton. Metallen bryts tillsammans med guld i Kankbergsgruvan i Skellefteå kommun.

## Användning
År 2016 gick 40 % av världens tellurkonsumtion till produktion av solceller bestående av halvledaren kadmiumtellurid (CdTe). Tellur används även som legeringstillsats till stål, koppar och bly. Ämnet ingår i lagringslagret i CD-RW- och DVD-RW-skivor. Det kan även användas vid färgning av porslin och som vulkaniseringsmedel för gummi.

## Marknad
Från år 2012 till 2016 sjönk priset från 150 till 34 dollar/kilogram.